# Antonio Permunian
Antonio Permunian (Bellinzona, 16 agosto 1930 – Bellinzona, 5 marzo 2020) è stato un calciatore svizzero, di ruolo portiere.

## Biografia
Bandiera del Bellinzona negli anni cinquanta e negli anni sessanta, Permunian esordì nel 1948 nel ruolo di portiere, nell'anno della conquista dell'unico titolo svizzero da parte del club ticinese. Dopo sette stagioni nelle file dei granata, si trasferì al Lucerna. Tra i migliori portieri elvetici della sua generazione, vestì undici volte la maglia della Nazionale, esordendo il 22 maggio 1955 a Rotterdam contro l'Olanda e l'addio a Wembley il 9 maggio 1962. Con la Nazionale prese parte ai Mondiali 1962 in Cile.

## Palmarès

### Club

#### Competizioni nazionali
- Coppa Svizzera: 1

Lucerna: 1959-1960